# Tarista vittifera
Tarista vittifera är en fjärilsart som beskrevs av George Francis Hampson. Tarista vittifera ingår i släktet Tarista och familjen nattflyn. Inga underarter finns listade i Catalogue of Life.